# Estación de Viseo
La Estación Ferroviaria de Viseo (en portugués. Estação Ferroviária de Viseu), igualmente conocida como Estación de Viseo, fue una plataforma ferroviaria de las líneas del Dão y Voga, que servía a la ciudad de Viseo, en el distrito de Viseo, en Portugal. 

## Características y servicios

### Localización y accesos
Las antiguas instalaciones de la estación se situaban en la convergencia de las actuales avenidas Dr. António José de Almeida y Capitão Homem Ribeiro.

### Servicios
Esta infraestructura se encuentra retirada del servicio.

## Historia
Los inversores ferroviarios en el distrito de Viseo, siempre fueron considerados prioritarios, debido a la importancia económica de esta región. Así que fue definida la construcción de la línea de Beira Alta (inaugurada en 1882), luego se pensó en la construcción de un ferrocarril que uniera Viseo al resto de la red ferroviaria y al norte del país.
De este modo, después de varios estudios de localización, fue aprobada la construcción de la Línea del Dão, en vía estrecha que, comenzando en Santa Comba Dão (en la línea de Beira Alta) terminaría en Viseo. La línea del Dão, construida en una solo fase, fue inaugurada en 1890, como la Estación de Viseo. 
Los primeros estudios para la construcción de la línea del Voga, que establecería la conexión entre Viseo y el norte del país, se remontaban a 1877. En 1901, fue publicado un contrato para la construcción de una línea férrea entre Espinho (localidad a unos 16 km de Porto) y la Línea del Dão, en Torre de Eita (actual Torredeita), siendo común esta última línea en el tramo entre Torredeita y Viseo. No obstante, dificultades técnicas y financieras supusieron el abandono de esta propuesta. Después de algunos años de estancamiento, en 1907, surge una empresa francesa con interés en el proyecto, y después de la concesión de la construcción de la vía, se inician las obras en 1908. La línea del Voga, que establecía la conexión entre Espinho y Viseo, contando también con un ramal entre Sernada do Vouga y Aveiro, llegaría a Viseo en 1913, con la inauguración del tramo Bodiosa-Viseo. No obstante, esta línea no sería concluida hasta el año siguiente, con la inauguración del tramo Vouzela-Bodiosa, convirtiéndose así Viseo en la estación terminal de dos líneas de vía estrecha. 
En 1972, la línea del Voga es cerrada con la justificación de que las locomotoras a vapor provocaron diversos incendios forestales. En 1974, después del golpe militar del 25 de abril, la circulación es restablecida. En la década de 1980, Viseo era servida por servicios regionales de la CP, muchos de los cuales eran servidos por automotores diésel. No obstante, en septiembre de 1989, la circulación en la totalidad de la Línea del Dão es suprimida, ocurriéndole lo mismo al tramo Sernada do Vouga-Viseo, de la línea del Voga, 3 meses después, el 1 de enero de 1990, privando a Viseo definitivamente de transporte ferroviario.
A lo largo de la década de 1990, se procede al desmantelamiento de la infraestructura ferroviaria en las dos líneas que servían Viseo, con el arranque de carriles y la desocupación del lecho ferroviario. En 1994, el municipio de Viseo procede a la demolición del edificio principal de la estación de Viseo, construyéndose en su lugar una rotonda que marca el inicio de la Avenida Europa.
A finales de la década de 2000, la Línea del Dão es convertida en una autopista. En lo que respecta a la estación de Viseo, el muelle de mercancías, junto con algunos edificios de apoyo a la antigua estación, son demolidos para la construcción de un acceso al Parque Urbano de Aguieira. De este modo, de todas las estructuras de la antigua estación, prácticamente solo restan los depósitos de agua.